# کوین مگنوسن
کوین مگنوسن (دانمارکی: Kevin Magnussen؛ زادهٔ ۵ اکتبر ۱۹۹۲) راننده خودروی مسابقه‌ای اهل دانمارک است، وی از سال ۲۰۱۴ تا ۲۰۱۹ در مسابقات فرمول یک شرکت کرده‌است.